# Una pistola en cada mano
Una pistola en cada mano is een  Spaanse film uit 2012, geregisseerd door Cesc Gay.

## Verhaal
De film volgt 8 mannen van in de veertig, allen met hun eigen problemen. J. heeft een succesvol bedrijf, maar heeft te maken met een depressie. E. ligt in scheiding en is weer bij zijn moeder ingetrokken. S. probeert twee jaar na zijn scheiding zijn ex-vrouw terug te winnen. G. volgt zijn vrouw naar het appartement van haar minnaar L., en probeert te begrijpen waarom ze vreemdgaat. P. probeert een collega te versieren. Wanneer M. en A. met elkaars echtgenotes praten, ontdekken ze de diepste geheimen van de ander.

## Rolverdeling
| Acteur                  | Personage |
| ----------------------- | --------- |
| Ricardo Darín           | G.        |
| Luis Tosar              | L.        |
| Javier Cámara           | S.        |
| Eduardo Noriega         | P.        |
| Leonor Watling          | María     |
| Candela Peña            | Mamen     |
| Cayetana Guillén Cuervo | Sara      |
| Eduard Fernández        | E.        |
| Leonardo Sbaraglia      | J.        |
| Jordi Mollà             | M.        |
| Alberto San Juan        | A.        |
| Clara Segura            | Elena     |

## Ontvangst

### Recensies
De Volkskrant schreef: “Scherpe en eerlijke dialogen verbloemen de cynische overdaad.” NRC schreef: "Buitengewoon geestige en voortreffelijk geacteerde film uit Catalonië, die een wonder van dubbelzinnigheid is."

### Prijzen en nominaties
Een selectie:
| Jaar | Prijs                           | Categorie                | Genomineerde | Resultaat |
| ---- | ------------------------------- | ------------------------ | ------------ | --------- |
| 2013 | Premios Goya (27ste uitreiking) | Beste vrouwelijke bijrol | Candela Peña | Gewonnen  |